# Иштеки (деревня)
Иште́ки (чув. Иштек) — деревня в Аликовском муниципальном округе Чувашской Республики. Входила в состав Аликовского сельского поселения до его упразднения в 2022 году.

## География
Деревня расположена в 4 км юго-западнее административного центра Аликовского района. Рядом проходит автомобильная дорога Аликово — Красные Четаи. Единственная улица — Лесная.

Климат умеренно-континентальный с продолжительной холодной зимой и тёплым летом. Средняя температура января −12,9 °C, июля 18,3 °C. За год в среднем выпадает до 552 мм осадков.

## История
Деревня появилась в XIX веке. В церковных книгах есть запись: 
«Околодок при овраге Опашка варе. В штатных списках самостоятельным населенным пунктом не значится, в церковных же документах именуется „околодок“, а с жителями Ормай имеют обособленный земельный надел самостоятельную выпись владенную. Околица этого околодка от деревни Урмаевой небольшой ложбиной, поросшей кустарником, так что оба селения можно считать за одного»
В XIX веке — выселок деревни Малые Туваны. Жители – чуваши, до 1866 года государственные крестьяне; занимались земледелием и животноводством. В 1931 году создан колхоз «14 годовщина Красного Октября».

### Изменение административного подчинения
До 1927 года входила в Аликовскую волость Ядринского уезда, затем — в Аликовском районе (в 1962—65 годах — в Вурнарском сельском районе). До 1 октября 1928 года — в Янгорасинском сельсовете, затем — в Аликовском.

## Население
| 2010 | 2012 |
| ---- | ---- |
| 28   | ↗42  |

- 1897 год — 72 человека (41 мужчина, 31 женщина)
- 1906 год — 16 дворов, 86 человек (44 мужчины, 42 женщины)
- 1926 год — 22 двора, 89 человек (45 мужчин, 44 женщины)
- 1939 год — 87 человек (36 мужчин, 51 женщина)
- 1979 год — 85 человек (34 мужчины, 51 женщина)
- 2002 год — 18 дворов, 37 человек (20 мужчин, 17 женщин), чуваши (100 %)[5]
- 2010 год — 13 частных домохозяйств, 28 человек (12 мужчин, 16 женщин)

## Связь и средства массовой информации
- Связь: ОАО «Волгателеком», Би Лайн, МТС, Мегафон. ADSL-интернет отсутствует.
- Газеты и журналы: Аликовская районная газета «Пурнăç çулĕпе» — «По жизненному пути»[6] на чувашском и русском языках.
- Телевидение: население использует эфирное и спутниковое телевидение, кабельное телевидение отсутствует. Эфирное телевидение позволяет принимать национальный канал на чувашском и русском языках.